# Fresko (tkanina)
Fresko – tkanina wełniana o porowatej powierzchni, otwartym, luźnym splocie, dość sztywna i szorstka w dotyku, przystosowana do letniej pogody. Materiał ten został po raz pierwszy nazwany w ten sposób w 1907 roku, a jego pierwszym producentem była firma Martin Sons & Co, która później także go opatentowała.